# 高崎中央銀座商店街

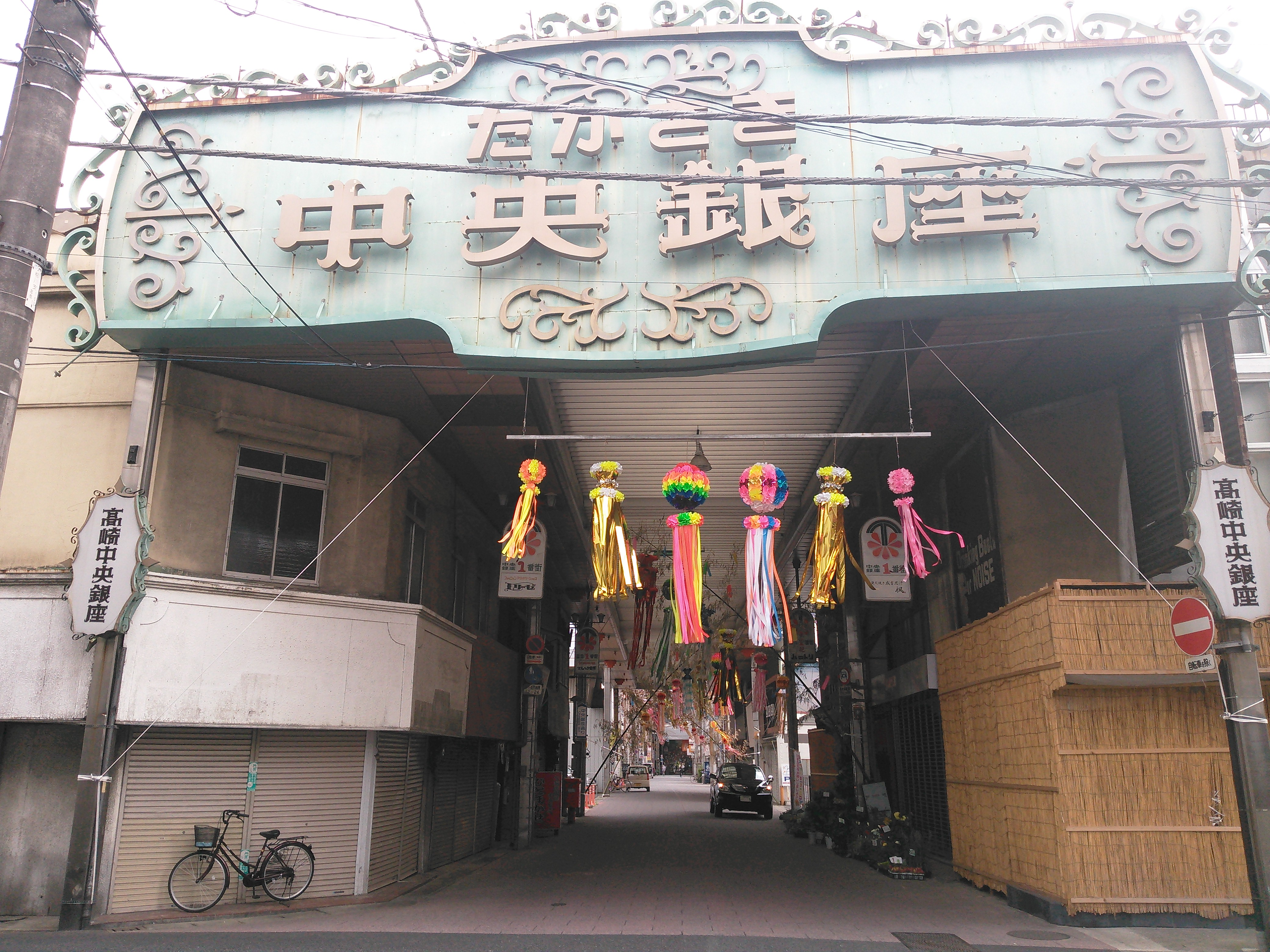
北側エントランス

高崎中央銀座商店街（たかさきちゅうおうぎんざしょうてんがい）は、群馬県高崎市にある商店街である。

## 概要

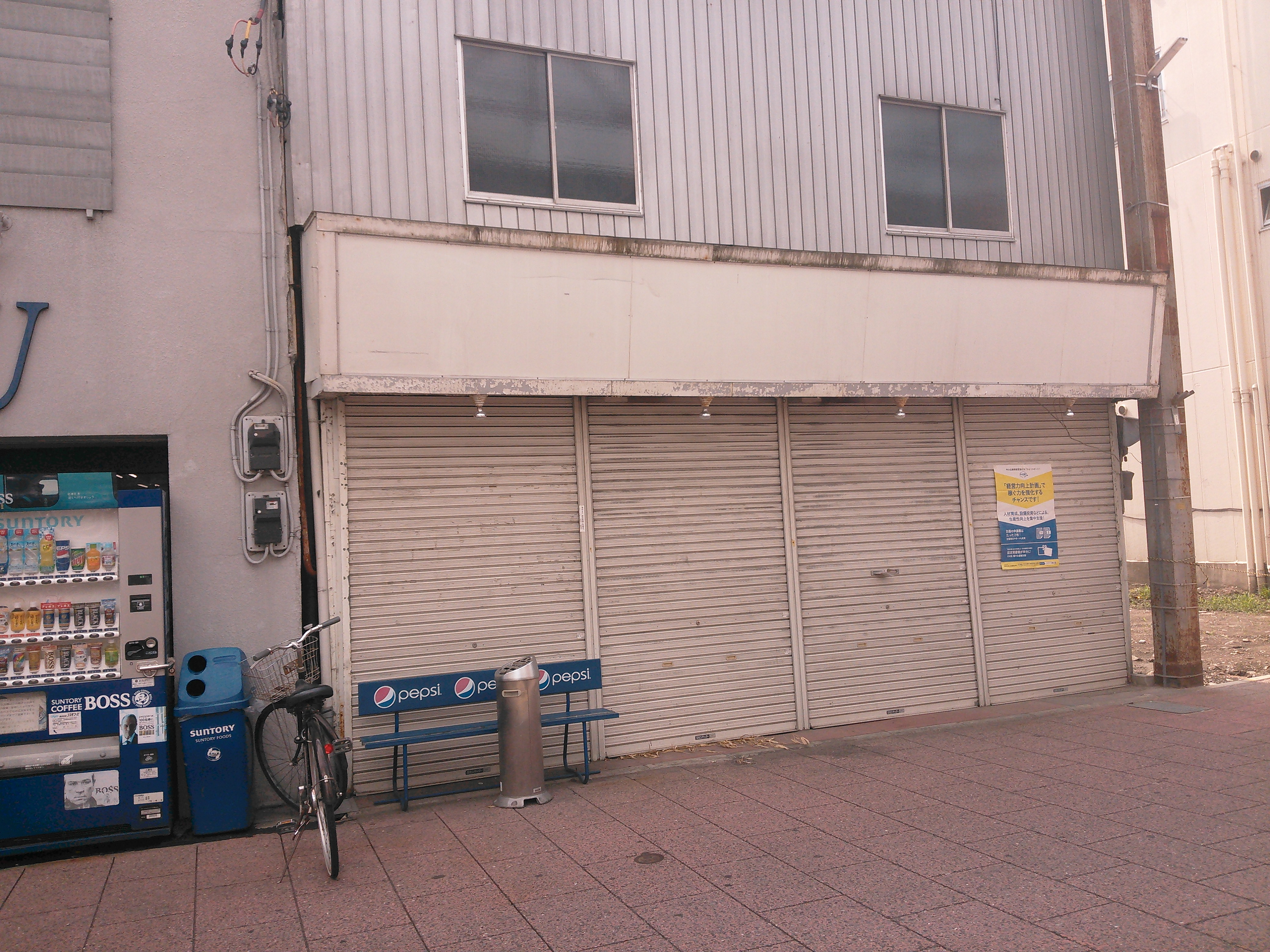
『セーラー服と機関銃 -卒業-』でセットが組まれた店舗

高崎駅西側に23ある商店街の一つ。中心市街地のやや北西に位置し、高崎駅からは徒歩20分ほどである。鞘町、中紺屋町、寄合町、新紺屋町にまたがる南北に長いアーケード街で、全長約430m。南端から直進すると高崎中部名店街（さやもーる）、さらにその先は高崎南銀座商店街となる。東西方向の商店街とは、北端でえびす通り商店街、南端で高崎五番街、中ほどで東側に伸びる高崎銀座みゆき通り商店街と接する。2007年時点の組合加盟店は74店舗で、高崎中部名店街に次ぎ2番目に多い。
商店街の中ほどには、映画館「オリオン座」がある。元は田町にあった劇場「藤守座」で、のちに映画館となり「世界館」、「第二大和」、「松竹映画劇場」、「オリオン座」と名称を変えたが2003年に閉館した。北側の裏通りには風俗店なども見られる。
高崎フィルム・コミッションに協力し、数々の映画やテレビドラマなどのロケーション撮影に使用されている。2016年公開の映画『セーラー服と機関銃 -卒業-』でも主要な舞台として撮影が行われ、監督の前田弘二は「高崎の街に一目惚れし、一番思い出深いのは商店街」と述べている。

## 歴史

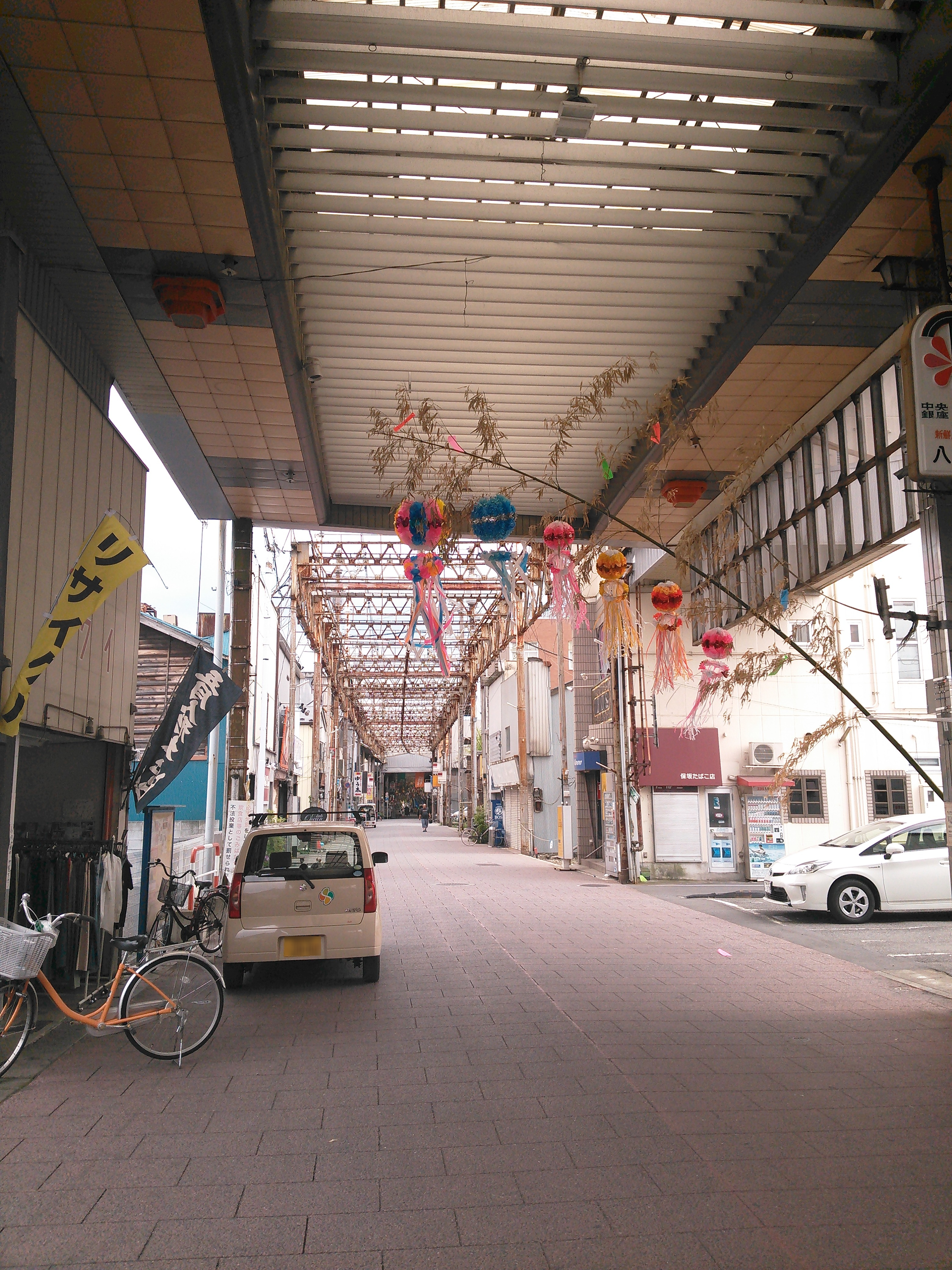
平成26年の大雪で損壊したアーケード

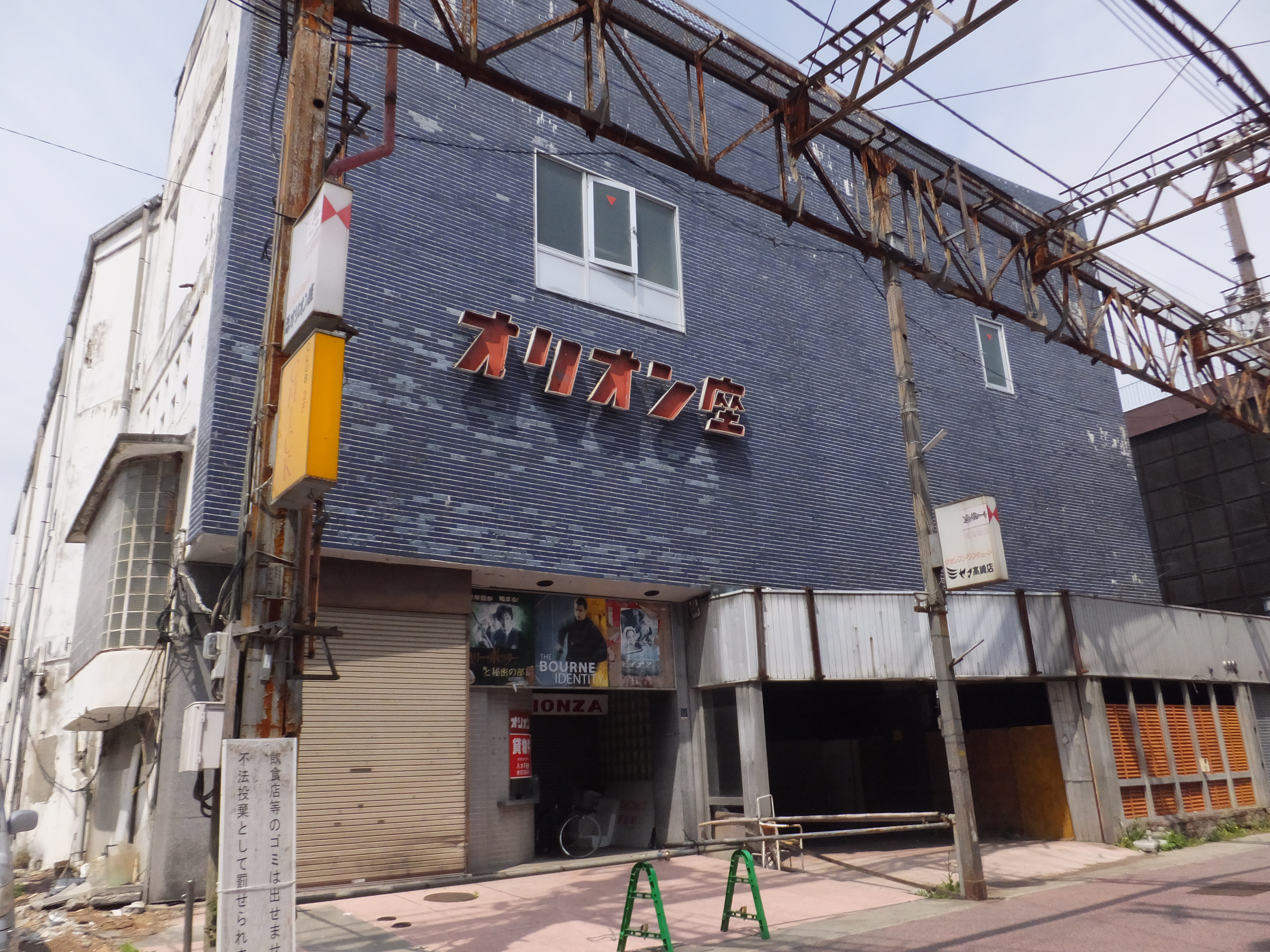
オリオン座跡

高崎市は古くから商業が発展し、「商都高崎」と呼ばれてきた。中央銀座商店街協同組合が設立されたのは1951年（昭和26年）で、1972年には全長430mのアーケードが建設された。
2014年2月の平成26年の大雪では、50mにわたりアーケードが崩落。屋根が損傷した部分も含め、110mが撤去された。今後は2016年度内の着工を目標として、地元産木材を使用し、昭和レトロの雰囲気を生かした屋台横丁への再整備が計画されている。